# Antonio De Ferraris
Antonio De Ferraris, a volte scritto “De Ferrariis”, detto il Galateo (Galatone, 1444 – Lecce, 22 novembre 1517), è stato un medico, filosofo e astronomo italiano, appartenente alla minoranza greca del Salento.

## Biografia
Antonio De Ferraris nacque a Galatone fra il 1444 e il 1448, e dal luogo di nascita derivò il nome “Galateo”. Il padre, il notaio Pietro De Ferraris, morì quando Antonio era ancora in giovanissima età, e perciò la madre Giovanna d'Alessandro lo affidò ai frati basiliani del paese che gli impartirono le nozioni formative di base. Chiuso il primo ciclo scolastico, proseguì gli studi a Nardò spaziando fra filosofia antica, letteratura greca e latina, medicina e geografia, discipline verso le quali mostrò vivo interesse. Passò quindi a Napoli, dove dal 1465 approfondì le discipline umanistiche e la medicina.

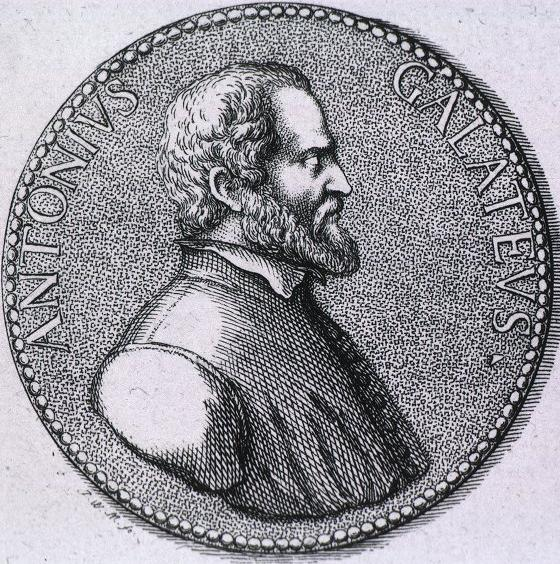

Molte furono le conoscenze che fece all'Accademia napoletana, dove fu ammesso attorno al 1470. Lì entrò in contatto con un gran numero di intellettuali: Benedetto Gareth detto il Chariteo, Paolo e Giovanni Attaldi, Giovanni Pontano, Teodoro Gaza, Giovan Francesco e Galeazzo Caracciolo, Giovanni Pardo, fra' Roberto da Lecce, Jacopo Sannazaro. Con l'aiuto di Girolamo Castello ottenne il diploma di medicina a Ferrara, dove soggiornò praticando la professione di medico; si trasferì poi a Venezia per poi ritornare a Napoli ed entrare nel giro della reggia partenopea, stimato a tal punto da divenire medico della corte di Ferdinando I d’Aragona.
Verso il 1478, per il suo carattere riservato e modesto, si adattò a svolgere la funzione di medico condotto a Gallipoli, dove si sposò con l'aristocratica Maria Lubelli dei baroni di Sanarica. La coppia ebbe cinque figli: Antonino, Lucrezia, Galeno, Betta e Francesca. La serenità della sua vita fu turbata nel 1480 dall'invasione di Otranto da parte dei Turchi, e De Ferraris cercò rifugio a Lecce annotando gli eventi drammatici che in seguito sarebbero stati il canovaccio per un'opera composta in latino. Fra il 1481 e il 1495, ormai medico affermato, si spostò ripetutamente fra Napoli, apprezzato dottore al servizio della corte aragonese, e la Puglia, sua zona d'origine e di residenza. Iniziò anche a scrivere, inizialmente in forma epistolare: in Ad Hermolaum Barbarum mandò i ringraziamenti a Ermolao Barbaro per la dedica ricevuta; è seguente la redazione di Altilio Galateus εὐ πράττειν e Ad M. Antonium Lupiensem episcopum de distinctione humani generis et nobilitate; e ancora, negli anni novanta del XV secolo, una seconda epistola a Barbaro e il saggio Ad Marinum Pancratium de dignitate disciplinarum.
Dopo la morte del re Ferdinando e quella, nel 1495, di Alfonso II che gli era succeduto, De Ferraris abbandonò Napoli non prima di avere composto l'Antonius Galateus medicus in Alphonsum regem epitaphium, e tornò a Lecce dove formò assieme ad altri amici studiosi l'Accademia lupiense, e dove scrisse Ad Chrysostomum De villae incendio, per celebrare la propria villa di Trepuzzi che era andata distrutta dal fuoco. Dal 1498 al 1501 fu a Napoli, convocato dal re Federico d’Aragona che lo volle con sé, ma l'inasprimento del conflitto franco-spagnolo lo spinse a ritornare nella provincia salentina. Dal 1503 godette dell'ospitalità di Isabella d’Aragona, presso cui ebbe modo di comporre in latino lavori filosofici, cronachistici e commemorativi, assieme all'Esposizione del Pater Noster, unico scritto in volgare che ci è stato tramandato.
Una delle pochissime trasferte dal Salento fu quella che l'accademico effettuò a Roma presso il Papa Giulio II, a cui offrì una copia dell'atto di Donazione di Costantino, che era conservata nella biblioteca di Casole. Divenuto prete di rito greco a seguito della morte della moglie, De Ferraris morì a Lecce nel 1517.
A lui è dedicato il cenotafio nella chiesa della Madonna del Rosario (eretto nel 1788 dall'Arditi).

## Il profilo culturale
De Ferraris fu uno studioso che, come gli intellettuali suoi contemporanei, riuscì a coniugare una vasta erudizione umanistica con nozioni scientifiche e, nel suo caso, anche con una apprezzata pratica medica. Le sue conoscenze erano di ampio respiro, e il suo bagaglio filosofico includeva la cultura classica di Aristotele, Platone ed Euclide, e quella araba di Avicenna e Averroè. Considerò che la filosofia classica era stata traviata dai pensatori medievali, come Alberto Magno e Duns Scoto, e dei filosofi dei secoli bui salvò solo Severino Boezio e la sua Consolatio philosophiae. In campo letterario era un estimatore della lingua spagnola, anche se prediligeva la civiltà classica e autori come Omero, Senofonte e Plutarco; Terenzio, Catullo, Ovidio, Seneca, Svetonio, Virgilio e Orazio; e insieme il mondo del volgare, con letture di Dante, Petrarca, il Morgante e Sannazaro fra i tanti. De Ferraris si interessò anche delle opere geografiche di Strabone, Tolomeo e Plinio. A questo patrimonio di conoscenze associò lo studio di medicina, cominciando dai dottori del mondo classico (fra gli altri Ippocrate, Galeno) e arabo (Serapione il Vecchio).
Nonostante questa cultura ampia e poliedrica, De Ferraris non trascurò gli usi e i costumi della sua terra d'origine, e descrisse in termini molto particolareggiati le zone del salentino, illustrando con realismo Gallipoli ed esaltando uno stile di vita meditativo in alcune sue opere. Ma non sfuggì all'intellettuale il quadro generale della società dei suoi tempi e della corruzione morale e politica che la attanagliava; e che fu anch'essa soggetto degli scritti di De Ferraris nei quali criticò la diffusione delle consuetudini spagnole.
Il suo De situ Iapygiae, scritto nel 1510-1511, circolò a lungo manoscritto fino alla sua pubblicazione a Basilea (1553), a cura del duca di Oria Giovanni Bernardino Bonifacio, e fu per secoli il più autorevole trattato storico-geografico sul Salento.
Mentre era a Bari (1503) come medico di Isabella d'Aragona (vedova di Gian Galeazzo Sforza) e precettore di sua figlia Bona Sforza (futura regina di Polonia), ebbe notizia della "Disfida di Barletta" e ne narrò per primo la storia nel suo De pugna tredecim equitum.

## Opere
De Ferraris compose decine di saggi e trattatelli in latino, perlopiù sotto forma di epistole, di cui si indica presuntivamente la datazione:
- Ad Accium Sincerum de inconstantia humani animi, 1495-1502
- Ad Accium Sincerum de villa Laurentii Vallae, 1495-1502
- Ad Franciscum Caracciolum de beneficio indignis collato, 1495-1502
- Marco Antonio Ptolomaeo Lupiensi episcopo Antonius Galateus medicus, 1495-1502
- Antonio Ptolomaeo Lupiensi episcopo Antonius Galateus medicus, 1495-1502
- Dialogus de Heremita, 1495-1502
- De podagra, 1495-1502
- Ad Chrysostomum, Antonius Galateus Gelasio suo salutem de nobilitate, 1495-1502
- Ad Chrysostomum de morte fratris, 1495-1502
- Ad illustrem comitem Potentiae, 1495-1502
- Ad comitem potentiarum, 1495-1502
- Ad Maramontium de pugna singulari veterani et tyronis militis, 1495-1502
- Ad Belisarium Aquevivum marchionem Neritonorum, 1495-1502
- Federico Aragonio regi Apuliae Antonius Galateus medicus sanitatem, 1495-1502
- Ad Chrysostomum de morte Lucii Pontani, 1495-1502
- Ad Ferdinandum ducem Calabriae, 1495-1502
- Antonius Galateus salutem, 1503
- Galateus ad Chrysostomum de pugna tredecim equitum, 1503
- Ad Hieronymum Carbonem de morte Pontani, 1503
- Ad Prosperum Columnam, 1504-1505
- Galateus medicus ad Chrysostomum de Prospero Columna, 1504-1505
- Antonii Galatei Liciensis phiilosophi et medici praestantissimi de situ elementorum ad Accium Syncerum Sannazarium, 1504-1505
- Esposizione del Pater noster, 1504-1508
- De educatione, 1505-1508
- Ad illustrem dominam Bonam Sforciam, 1507
- Antonius Galateus ad Antonium de Caris Neritinum episcopum, 1507-1510
- Ad Catholicum regem Ferdinandum, 1510
- Beatissimo PP. Iulio II pontifici maximo Antonius Galateus, 1510
- De situ Iapygiae, 1510-1511
- Antonii Galatei medici Lupiensis epistola ad Nicolaum Leonicenum medicum, 1512
- Petro Summontio Antonius Galateus medicus bene valere (De suo scribendi genere), 1512-1513
- Antonius Galateus medicus Summontio suo bonam valetudinem (Callipolis descriptio), 1512-1513
- Ad Pyrrum Castriotam, 1512-1514
- Illustri viro Belisario Aquevivo Galateus medicus bene valere (Vituperatio litterarum), 1513
- Ad Ioannem et Alfonsum Castriotas, 1513
- Galateus medicus Ugoni Martello episcopo Lupiensi B. V., 1513-1514[4]
- Callipolis Descriptio (trad. italiana di Amleto Pallara, Gallipoli, a c. di V. Zacchino, Lecce, Messapica Editrice 1977).

## Riconoscimenti
Diverse città pugliesi hanno intitolato una via "Antonio De Ferraris", come Lecce, Bari, Collepasso (LE), Manduria (TA), Poggiardo (LE), Santa Maria al Bagno (LE) o Taurisano (LE).
Galatone, che ha una strada "Antonio Galateo", onorato il poeta nel marzo 2017 con l’apposizione di una lapide dedicata alla sua memoria, in Piazza Crocefisso, evento inserito nel programma delle Celebrazioni del V centenario della morte di Antonio De Ferraris.